# Asnans-Beauvoisin
Asnans-Beauvoisin là một xã của tỉnh Jura, thuộc vùng Bourgogne-Franche-Comté, miền đông nước Pháp.